# Follow Down That River
Follow Down That River är en EP-skiva av det finska metalbandet Leverage. Albumet släpptes den 9 maj 2007 och låg som bäst på plats 15 på Finlands officiella lista. Låten Follow Down That River kommer ursprungligen från Leverages debutalbum Tides. "Waterfall" och "Land of Flames" publicerades ursprungligen i den japanska bonusversionen av Tides. "Stranger" är en inspelning av bandets framträdande på klubben "Tavastia" i Helsingfors den 15 februari 2007.

## Låtlista
1. Follow Down That River – 04:15
2. Waterfall – 04:52
3. Land of Flames – 05:14
4. Stranger (live) – 06:21

## Medverkande
- Pekka Heino - sång
- Toumas Heikkinen - gitarr
- Torsti Spoof - gitarr
- Marko Niskala - keyboard
- Pekka Lampinen - bas
- Valtteri Revonkorpi - trummor